# THEレイパー 暴行の餌食
『THEレイパー 暴行の餌食』（ザ・レイパー ぼうこうのえじき）は、2007年4月20日に公開された日本映画。

## 概要
2007年4月20日公開。カラー35mmフィルム。本作で監督・脚本を担う国沢実は星印の入った「国沢☆実」名義となっている。樫原新辰郎が共同脚本。キャッチコピーは「引き裂かれた、なぶられた。でも感じたの……」。
2010年には国沢監督、樫原の別名義である新樫堅辰脚本で『THEレイパー＜闇サイト編＞　美姉妹・肌の叫び』が製作されているが、ストーリー上の関連性はない。

## あらすじ
数年前に上京した葵と明の姉弟。しかし引きこもりとなった明は仕事もせず、姉の葵が彰の生活費も含めて養っている。困窮する毎日に、変わり映えのしない仕事。そんなある日、葵は芸能事務所代表を名乗る男からスカウトを受ける。半信半疑で事務所を訪れると、そこはアダルトビデオの撮影現場だった。急遽レイプもののアダルトビデオに出演することになる葵。世界はこれで変わるのか!?

## 登場人物
北見葵
演 - 星野あかり
弟と2人暮らしをするOL。仕事と弟を世話するだけの毎日で生きる意味を見失っている。
黒沢瑠依
演 - 安田ゆり
ルイス企画のAV女優。
北見明
演 - 池田光栄
葵の弟。引きこもり。外出するのはアダルトビデオを借りる、返す際くらいである。姉の入浴を密かにのぞき見して観察しており、姉との性交を日々妄想する。
村岡聡史
演 - 野村貴浩
芸能事務所・ルイス企画の代表兼スカウトマン。葵に声をかけ事務所の名刺を渡す。実はアダルトビデオ専門の芸能事務所兼制作会社である。メーカーとしては強姦専門。
池上
演 - 成國英範
葵の上司で無能な係長。資料を作るがミスが目立ち、葵らに資料制作を投げている。
AV男優
演 - THUDER杉山
瑠依の相手役のAV男優。
水沢
演 - 会澤ともみ
葵の同僚。やる気の欠片もない態度を見せる。
ルイス企画の音効
演 - 関力男

ルイス企画の照明
演 - 国沢実

ティッシュ配りの男
演 - 山名和俊

## スタッフ
- 監督・脚本：国沢☆実
- 脚本：樫原新辰郎
- 撮影：大川藤雄、松下茂
- 照明：小林敦
- 編集：フィルムクラフト
- 録音：シネキャビン
- 助監督：高橋亮、中山大資、関力男[4]
- 効果：梅沢身知子
- スチール：小櫃亘弘
- 制作：フリーク・アウト
- 提供：オーピー映画